# 况开田
况开田（1912年—1983年），中国人民解放军将领、中国人民解放军开国少将。江西省莲花县人。
曾任中国人民志愿军后勤部。1955年，授予中国人民解放军少将。